# Маркін Віктор Федорович
Віктор Федорович Маркін  (рос. Виктор Федорович Маркин, 23 лютого 1957) — радянський легкоатлет, олімпійський чемпіон.

## Виступи на Олімпіадах
| Олімпіада   | Дисципліна              | Місце |
| ----------- | ----------------------- | ----- |
| Москва 1980 | біг на 400 метрів       | 1     |
| Москва 1980 | естафета 4 x 400 метрів | 1     |